# Eiko Matsuda
Eiko Matsuda (松田暎子 Matsuda Eiko?, n. 18 mai 1952, Yokohama, Japonia – d. 9 martie 2011, Tokyo⁠(d), Tokyo, Japonia) a fost o actriță japoneză care a devenit cunoscută pe plan internațional prin filmul erotic Corida Iubirii, care a produs un scandal public la prima lui apariție în anul 1976.

## Filmografie
- 1982 : Cinq et la peau
- 1979 : Souchou no kubi
- 1978 : Pink salon : Koushoku gonin onna
- 1977 : Doberuman deka
- 1977 : Eros Eterna :Seibo Kannon daibosatsu)
- 1976 : L'Empire des sens(Ai no corrida)
- 1976 : Ouoku ukiyo-buro
- 1970 : Neon keisatsu Jack no irezumi
- 1970 : Noraneko rock machine animal